# ケンとエリカ
『ケンとエリカ』は、江口寿史によるギャグ漫画の単行本。「BOXERケン」（ボクサーケン）と「エリカの星」（エリカのほし）シリーズが収められている。

## 概要
1997年（平成9年）にマガジンハウスより発売された漫画単行本。「BOXERケン」と「エリカの星」の2作の漫画が1冊にまとめられている。連載誌も異なる両作に本来繋がりは全く、2作を無理矢理くっつけた感じもギャグとなっている。単行本収録に当たりそれぞれの主人公であるケンとエリカが見合いを行う「ケンとエリカ」と「エリカとケン」の2編の短編及びあとがき漫画が描き下ろされている。
表紙及び裏表紙はシール加工がされており、帯には「業界初シールカバー」とうたわれていた。
2003年には双葉社より文庫版が発売されている。

## BOXERケン
1992年（平成4年）から1993年（平成5年）にかけて『週刊ビッグコミックスピリッツ』の巻末2色ページ及び『増刊スピリッツ』において連載されたギャグ漫画。4コマ漫画が中心だが、1ページ漫画も多い。ボクシングのスリー・ノックダウン制にかけて「3回原稿落稿したら即時打ち切り」という触れ込みで連載が開始され、大方の予想通り3回落稿する結果となる。この際は翌週「あれはスリップダウンだった」とされ連載は続行したが、さらに落稿したため、予定通り連載打ち切りとなった。
アニマル・ケンを中心としたボクシング世界アニマル級にまつわるストーリー。
登場人物の多くが『キャラ者』に再登場している。

### 登場人物
アニマル・ケン
本作の主人公。街の野良犬だったところを会長に拾われ、人間で初めての世界アニマル級チャンピオンに。鼻毛ジム所属。一応『世界チャンピオン』なのだが、街角でチケットを自分で手売りしたり、防衛戦に勝利しても、控室に放置されるなど、酷い扱いを受けている。
鼻毛会長（はなげかいちょう）
ケンの所属するジムの会長。あしたのジョーの丹下段平に似た風貌。元々は美男だったが、防御が不得手だったためにパンチを受けすぎ顔面が変貌してしまった。
鼻毛 愛（はなげ あい）
会長の娘。ものすごい巨乳の小学5年生。
高倉コーチ（たかくら）
鼻毛ジムのトレーナー。警察犬上がりのエリートシェパード。
ダイヤモンド・アンディ
本名安藤三雄。ロックでサクセスする事を夢見る。

## エリカの星
1985年（昭和60年）から1991年（平成3年）にかけて『weekly漫画アクション』に不定期掲載。貧乏美少女エリカを主人公とし、毎回職業と舞台を変えながらも登場人物の基本設定はほぼ変えずに、ほぼ同じ登場人物・同じ役所で進められるの一話完結ストーリー。トレンディドラマのパロディ的な要素が強い。当初は全10話の予定であったが実際に描かれたのは4作のみである。
『ケンとエリカ』収録分の他、同じく『アクション』で連載されていた「江口寿史の爆発ディナーショー」の1話として「エリカの星」第1話の内容を4ページにまとめた短編「南城エリカ物語」が描かれており、こちらは『爆発ディナーショー』の単行本に収録されている。
2004年1月発売の『水戸黄門REVOLUTION』（FINEBOYS別冊として出された『水戸黄門』放送1000回記念のトリビュートコミック誌）に掲載された読切「御一行様」（単行本未収録）は、4ページの作品ながら、水戸黄門一行にエリカ達が絡む形となっている。
当初の予定
1. エリカの星 - 美少女不幸もの
2. 恋のシンクロナイズドスイミング - スポ根お笑いもの
3. ハウスマヌカン物語 - 職業根性もの
4. 仇討ちゃ天下一 - 時代人情もの
5. 母を捜して三千年 - SFまま母不幸もの
6. 青春に祈りあり - 宗教悲恋もの
7. サイケでGO!! - 芸能アートもの
8. ナイスミドルの恋だから - オフィスラブ都会もの
9. 最後のひと歯 - 文芸不治の病もの
10. 人生アップダウン - クイズ番組冒険もの

実際に発表され、単行本に収録されているのは以下の4話。
1. エリカの星
2. 恋のシンクロナイズドスイミング
3. ハウスマヌカン物語
4. キスはコピーのあとにして（オフィスラブもの）

### 登場人物
南城 エリカ（なんじょう - ）
本作の主人公。貧乏美少女。
お母さん
まさに字の通りの植物人間。
お父さん
宇津井健にそっくりな宇宙人。
友治（ゆうじ） / レイカ
エリカの弟と妹。
太川 陽介（おおかわ ようすけ）
美男子のヒーロー役。
風祭 歌子（かざまつり うたこ）
エリカのライバル的な位置で登場。高飛車で嫌みな役。

## 書誌情報
著者は全て江口寿史。
- 『ケンとエリカ』
  - マガジンハウス〈MAG COMICS〉1997年12月11日初版発行、ISBN 978-4838709144
  - 双葉社〈双葉文庫〉2003年7月発売、ISBN 978-4575724707
- 『江口寿史の爆発ディナーショー』双葉社
  - 1991年7月1日初版発行、ISBN 978-4575281125
  - 〈双葉文庫〉1995年11月発売、ISBN 978-4575720341